# SBC上田放送局
SBC上田ラジオ中継局（エスビーシーうえだラジオちゅうけいきょく）は、長野県上田市にある信越放送の中波放送中継局である。

## 概要
- 当中継局は、上田市古里1578-7に置かれ、上田盆地を中心とした地域へ電波を発射している。

## 送信施設概要
| 放送局名    | コールサイン | 周波数  | 空中線電力 | 受信可能範囲                                                                    |
| SBC信越放送 | JOSL         | 1062kHz | 100w       | 上田市の一部(上田盆地を中心とした平野部)、 坂城町、千曲市南部、東御市の一部地域 |